# Electric Vehicle Associates

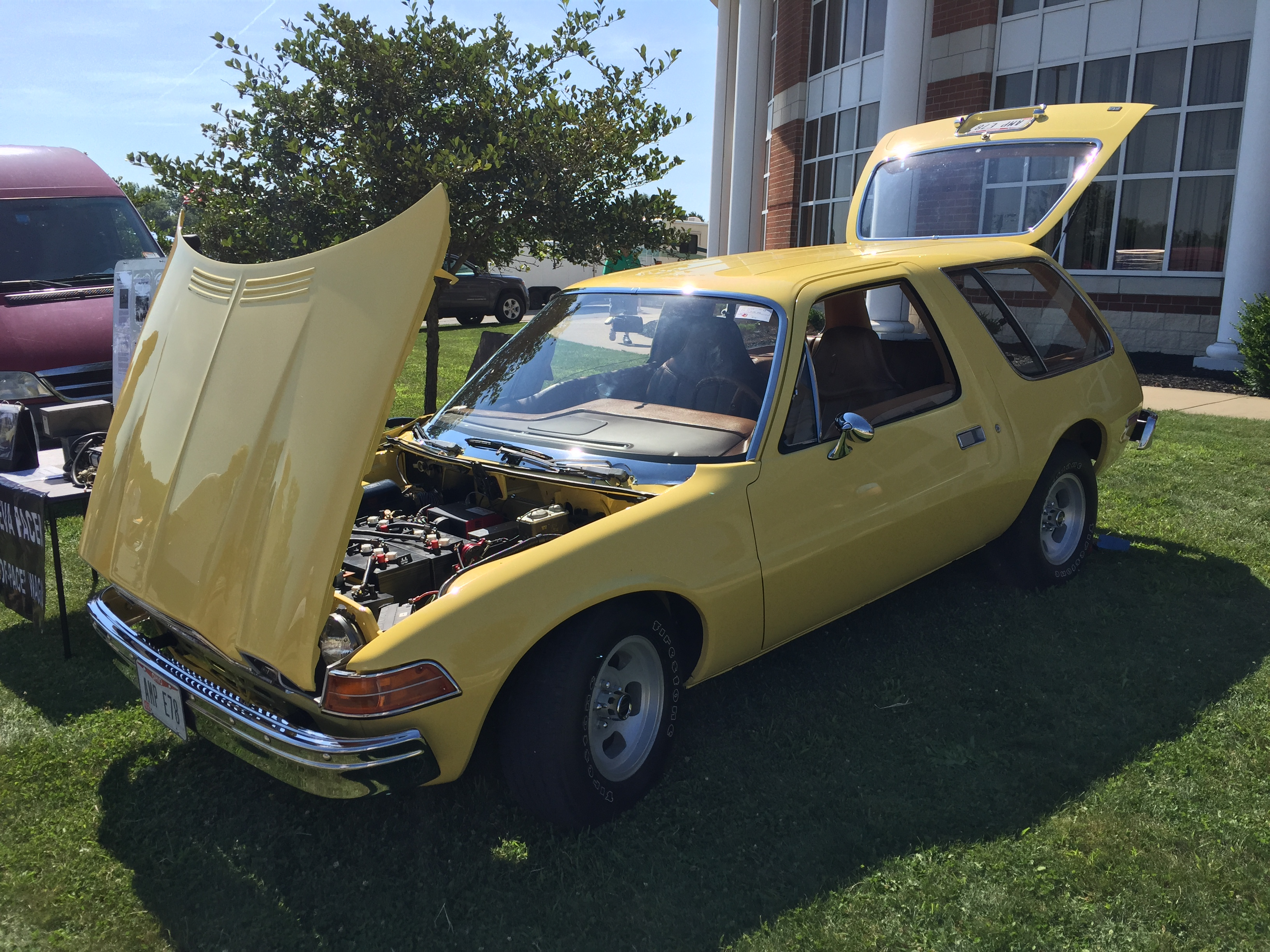
Eva Change of Pace

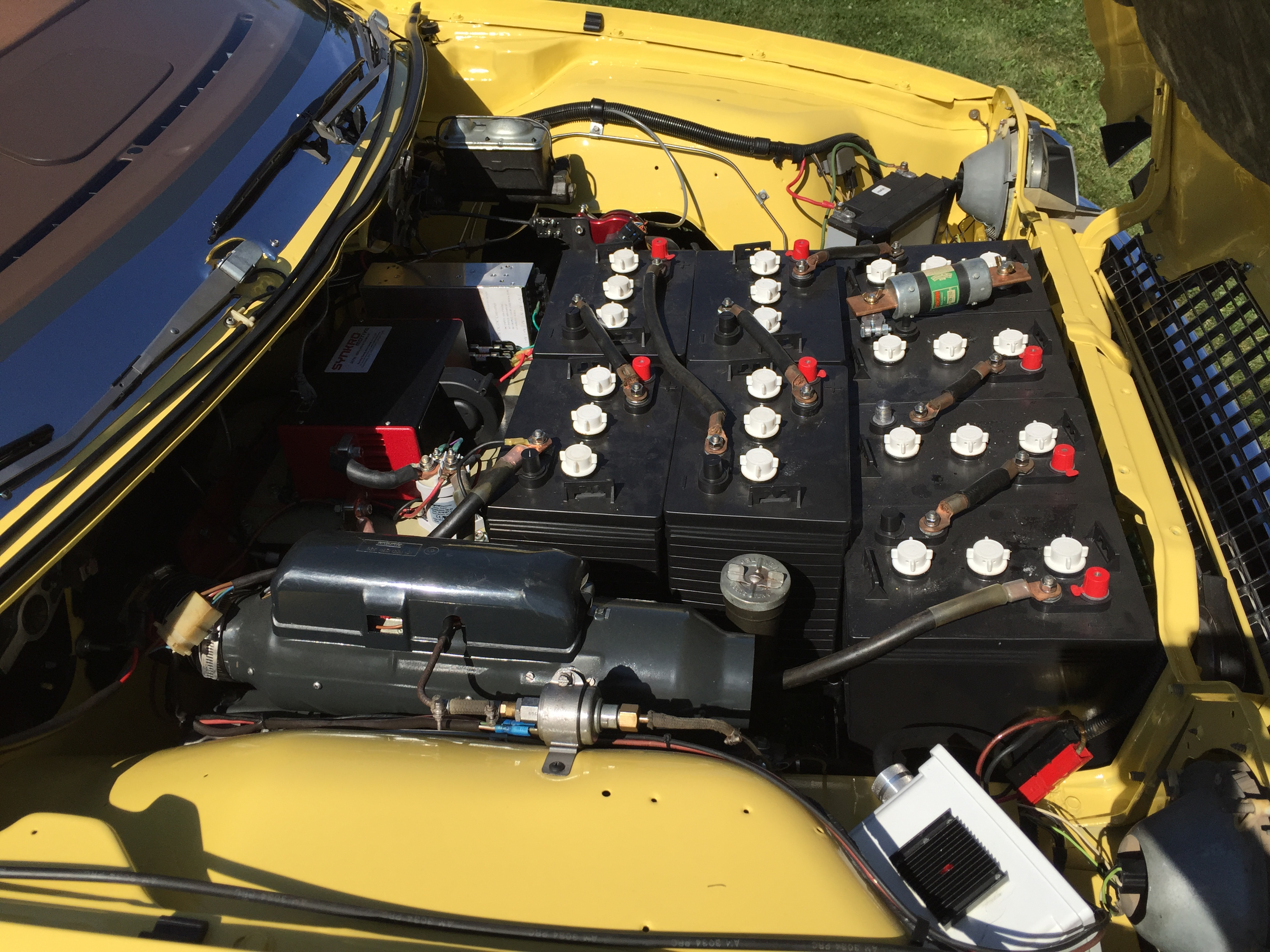
Die Batterien unter der vorderen Haube

Electric Vehicles Associates Inc., auch EVA Inc. genannt, war ein US-amerikanischer Hersteller von Automobilen.

## Unternehmensgeschichte
Das Unternehmen wurde am 14. März 1974 in Brook Park in Ohio gegründet. Eine andere Quelle nennt Cleveland, ebenfalls in Ohio. Etwa zwischen 1978 und 1979 stellte es Automobile her. Der Markenname lautete Eva.  Am 15. Februar 1985 wurde das Unternehmen aufgelöst.

## Fahrzeuge
Im Angebot standen Elektroautos. Das Modell Metro basierte auf dem Renault 12. 19 Batterien mit jeweils 6 Volt Spannung versorgten den Elektromotor mit Spannung. Die Höchstgeschwindigkeit war mit 88 km/h angegeben, und die Reichweite mit bis zu 88 km.
Andere Modelle basierten auf dem AMC Pacer sowie dessen Kombiversion. Hier leistete der Elektromotor 15 kW.